# ケーソン

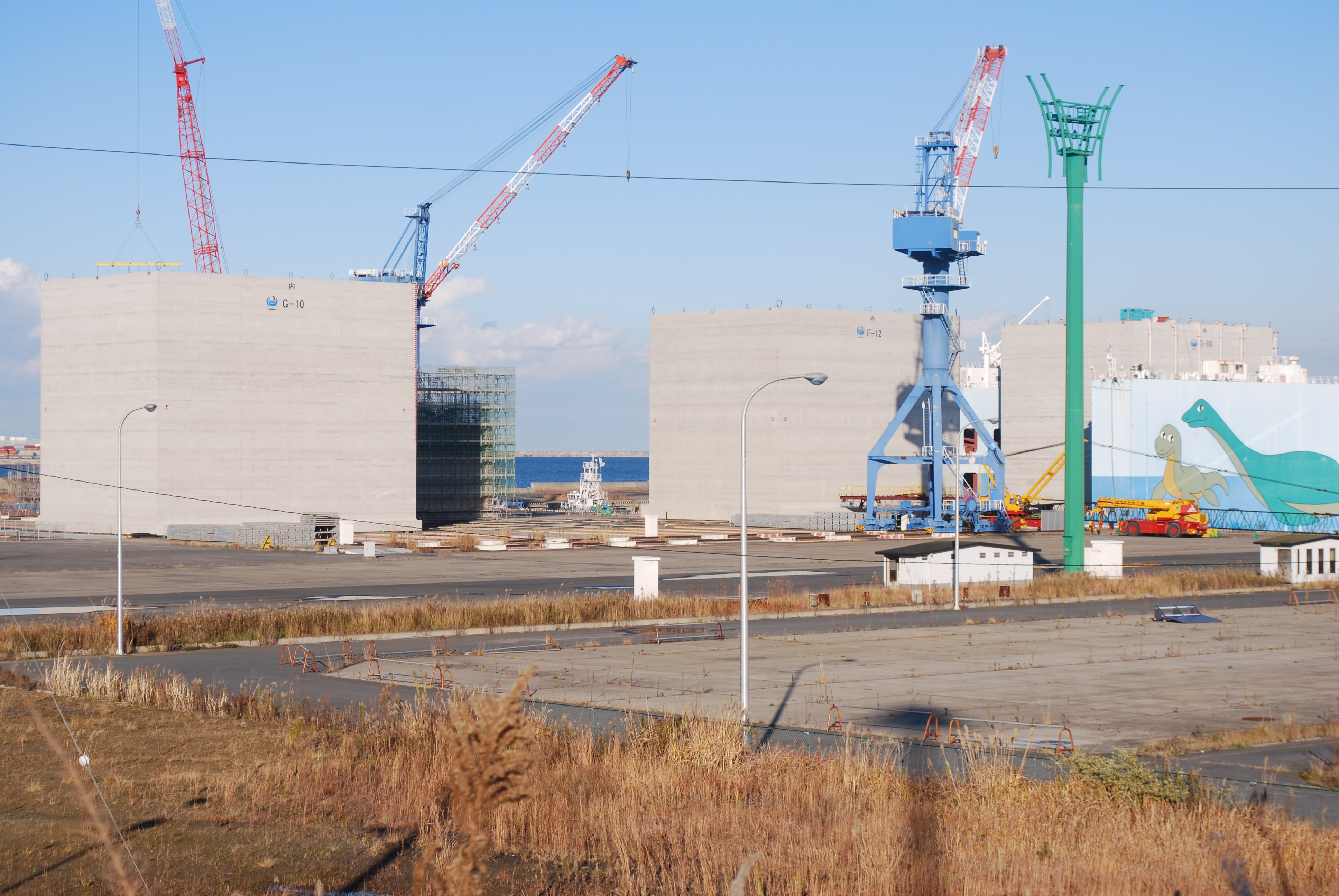
港湾工事で製作中のケーソン（常陸那珂港、2008年）

ケーソン（英: caisson）とは、防波堤などの水中構造物として使用され、あるいは地下構造物を構築する際に用いられるコンクリート製又は鋼製の大型の箱のことである。箱といっても、例えば明石海峡大橋の主塔基礎とした鋼製ケーソンは高さ65m、直径80mという巨大なものであった。

## 概要
港湾工事や海洋工事では、波浪や潮流の条件が厳しい場合や、海底の支持層が比較的浅い場合によく用いられる。具体的には、ケーソンを沈めて海底に設置し、防波堤や橋梁の基礎とする。あるいは連続的に設置して海底トンネルを構築することもある。海で用いるケーソンは、陸上工事のケーソンと区別するため、設置ケーソンと呼ぶ。
陸上工事における工法は、大きく次の2つに分けられる。
オープンケーソン工法（opened caisson method）
地上で構築して設置したケーソン本体の中空内部を人力あるいは機械で掘削しながら徐々にケーソンを沈下させ、支持層まで到達した後にケーソン本体を基礎構造物とするものである。
ニューマチックケーソン工法（pneumatic caisson method）
潜函（せんかん）工法ともいう。オープンケーソン工法の場合、軟弱地盤や地下水の多い地盤を施工すると、水や泥が作業箇所に流入し掘削作業が非常に困難になる。よって、あらかじめ本体下部に作業室を設け、その中に圧縮空気を送り込んで気圧の高い状態にし、この圧気によって水や泥の流入を防止して掘削作業を行うものである。このため、加圧や減圧を行う設備など特殊な機械設備を備える。また、高気圧作業となるため、作業員がいわゆるケーソン病と呼ばれる病気にかかることがある。労働安全衛生管理には特別の配慮が必要である。
ケーソンを用いた基礎構造物の特徴としては、次の3つが挙げられる。
- 他の基礎に比べて断面が大きいので、剛性が大きく変位が小さくなる。
- 水平抵抗力と鉛直支持力が、ともに大きく期待できる。
- ケーソン基礎の中空内部が、完成後地下構造物として利用できる。

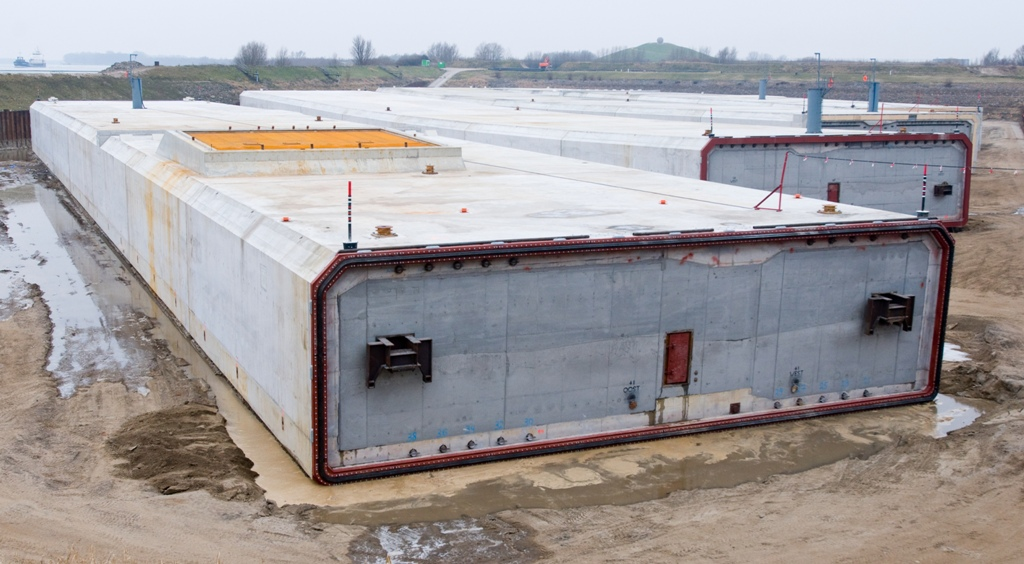
沈埋トンネルに用いる沈埋函

陸上におけるケーソンは戦後しばらくまで施工例が多かったが、その後の杭基礎工法の発達により取って代わられ、次第に用いられなくなった。ただし、港湾・海洋工事や沈埋トンネル等の建設現場では今なおケーソン工法は不可欠なものであり、今も多くの施工例がある。

## 潜函工法による事故
過去においては技術や安全管理が未熟であったため、潜函の気圧が抜けるなどして中の作業員が水死する事故や労働災害が幾度も発生した。1969年4月には東京都荒川放水路の工事現場で9人、同年11月には大阪府尻無川の工事現場で7人が死亡する事故が起きている。